# Platja de l'Estació (Sant Andreu de Llavaneres)
La platja de l'Estació és una platja urbana de la costa del Maresme, al municipi de Sant Andreu de Llavaneres (Maresme). Limita a llevant amb la platja de les Barques, sense que hi hagi cap element del paisatge que indiqui on comença una i on acaba l'altra, i a ponent amb un petit espigó que dona inici a una llarga escullera, paral·lela a la via del tren i a la carretera N-2, amb un camí de terra que arriba fins a Mataró. Està situada just enfront de l'estació de tren de Sant Andreu de Llavaneres d'aquí el seu nom. Té una longitud de 263 metres i una amplada mitjana de 19 metres, formada per sorra gruixuda, amb un pendent d'entrada a l'aigua molt fort. Disposa de dutxes, rentapeus, bars de platja i té accés per a persones amb mobilitat reduïda.